# کوروش ستوده
کوروش ستوده (زاده ۲۸ اسفند ۱۳۵۶ - تنکابن) عکاس ایرانی‌تبار و شناخته شده در صنعت مُد است و در حال حاضر در شهر نیویورک در ایالات متحده آمریکا مشغول به فعالیت حرفه‌ای است.

## زندگی و حرفه
ستوده در سال ۱۳۵۶ در شهر تنکابن، در شمال ایران زاده شد. هرچند او دارای مدرک کارشناسی از رشته طراحی صنعتی از دانشگاه هنر و معماری دانشگاه آزاد تهران است، اما علاقه وی به هنرهای تجسمی از سنین نوجوانی سبب شد تا او در سال ۱۳۷۷ فعالیت حرفه‌ای خود را به عنوان عکاس پرتره و همچنین عکاس مد آغاز کند.
علاوه بر حرفه عکاسی، ستوده در چند فیلم ایرانی نظیر کافه ستاره، که نامزد دریافت سیمرغ در ۲۴امین جشنواره بین‌المللی فیلم فجر بود، نیز به ایفای نقش پرداخته‌است. او حرفه بازیگری را در مدرسه بازیگری امین تارخ در سال ۱۳۷۷ آغاز کرد و در چندین تئاتر نظیر «صعود مقاومت پذیر آرتورو اویی» در تئاتر شهر تهران به ایفای نقش پرداخت. تا پیش از خروج از ایران، او به فراگیری هنر بازیگری در مؤسسه هنر و فرهنگ کارنامه زیر نظر پرویز پرستویی و حبیب رضایی ادامه داد. در سال ۱۳۸۵، مجله چلچراغ
با چاپ تصویری از وی روی جلد این نشریه، به بررسی آثار نمایش داده شده توسط وی در مؤسسه فرهنگ و هنر ماهِ مهر در تهران پرداخت.
او در سال ۱۳۸۸ از ایران خارج شد و به امارات متحده عربی رفت. او قبل از مهاجرتش به شهر نیویورک در سال ۱۳۹۴، به عنوان عکاس تبلیغاتی و مد، در آژانس‌های تبلیغاتی و مدلینگ در دُبی به فعالیت مشغول شد.
ستوده در مورد دلیل مهاجرتش از ایران در مصاحبه ای با هافینگتون پست اظهار داشت: «موضوع عکس‌های من مردم هستند، بنابراین به عنوان یک عکاس کاملاً طبیعی است که بخواهم به جایی بروم که مردم در آنجا آزادی پوشش، عمل و فعالیت‌های اجتماعی بیشتری داشته باشند.» او با تعدادی از برترین آژانس‌های مادلینگ شامل DNA Model Management, IMG Models, The Lions, Women Management،... به عنوان عکاس مد و زیبایی در نیویورک همکاری کرده‌است، و در عکاسی مد از عکاسانی نظیر ایروینگ پن، هلموت نیوتن، ریچارد اودون و هرب ریتس الهام گرفته‌است.
ستوده همچنین با جوآن گر ، میک آپ آرتیست سرشناس در چند پروژه عکاسی برای مجلات هارپرز بازار، ال، گلامور، لوفیسیال و غیره همکاری کرده‌است. دردی ماه سال ۱۳۹۵، او مجدداً با گِر همکاری کرد و از شاهزاده ایرانی، نور پهلوی، دختر شاهزاده رضا پهلوی، برای مجله ماری کلر در شهر نیویورک عکس‌برداری کرده‌است. او همچنین در بعضی پروژه‌های خود با عکاس سرشناس ایرانی، فیروز زاهدی، نیز همکاری کرده‌است.

### کمپین
ستوده برای کمپین‌های Essie، استه لودر, Fair & Lovely، کالوا (لیکور)، Native, Blue Marlin Ibiza و غیره عکاسی کرده‌است، و کارهای او توسط شبکه‌های تلویزیونی متعددی نظیر FashionTV و Fashion One به نمایش گذاشته شده‌است. او همچنین عکاسی از پروژه‌های هنری و شخصی تعدادی از مشهورترین شخصیت‌های ایرانی نظیر محسن نامجو و همچنین بازیگران بالیوود نظیر سیف علی خان را در کارنامه خود ثبت کرده.

### کار با مجلات
آثار ستوده در مجلات معتبری نظیر وگ، هارپرز بازار
، ال
، گلامور
، ماری کلر، لوفیسیال، ماکسیم و غیره به چاپ رسیده‌است.

## فیلم‌شناسی
فهرست برخی از فیلم‌هایی که کوروش ستوده در آن‌ها به ایفای نقش پرداخته‌است:
- پارتی-۱۳۷۹
- کافه ستاره-۱۳۸۳
- دیوار
- در شهر خبری نیست، هست-۱۳۸۶